# Furuta Hajime
Furuta Hajime (古田 肇) (sinh ngày 13 tháng 9 năm 1947) là chính khách người Nhật Bản. Hiện tại, ông đang giữ chức vụ làm thống đốc tỉnh Gifu kể từ năm 2005.